# Conqueror (Estelle)
Conqueror è un brano musicale della cantante britannica Estelle, estratto come primo ed unico singolo dall'album True Romance.
Ne è stata pubblicata anche una seconda versione, cantata con Jussie Smollett per la serie televisiva Empire nel 2015.